# ساداتو نيشيليزوكا
ساداتو نيشيليزوكا (باليابانية: 西塚 定人) (13 يوليو 1972 في طوكيو في اليابان – )؛ هو لاعب كرة قدم سابق كان يلعب كحارس مرمى.